# Coppa Guinigi
La Coppa Guinigi est une course cycliste italienne disputée au mois de septembre autour de Laterina, en Toscane. Elle est organisée par le Gruppo Sportivo Fausto Coppi.
Jusqu'en 2016, l'épreuve est disputée par des coureurs espoirs (moins de 23 ans). En 2017, elle est réservée aux cyclistes de catégorie allievi (moins de 17 ans). En 2018, elle est organisée pour les coureurs juniors (moins de 19 ans).

## Palmarès depuis 2004
| Année | Vainqueur         | Deuxième              | Troisième              |
| ----- | ----------------- | --------------------- | ---------------------- |
| 2004  | Giovanni Visconti | Riccardo Riccò        | Massimiliano Grazia    |
| 2005  | Riccardo Chiarini | Fabrizio Vitali       | Daniele Di Nucci       |
| 2006  | Fabio Terrenzio   | Giuseppe Di Salvo     | Federico Vitali        |
| 2007  | Francesco Ginanni | Mirko Selvaggi        | Federico Vitali        |
| 2008  | Emanuele Vona     | Pierpaolo De Negri    | Alexander Filippov     |
| 2009  | Oleg Berdos       | Alexander Zhdanov     | Simone Campagnaro (en) |
| 2010  | Matteo Fedi       | Mattia Barabesi       | Gaetano Romaggioli     |
| 2011  | Mattia Barabesi   | Davide Mucelli        | Matteo Di Serafino     |
| 2012  |                   |                       |                        |
| 2013  | Mirko Trosino     | Corrado Lampa         | Alessio Taliani        |
| 2014  | Michele Gazzara   | Maxim Rusnac          | Nicolae Tanovitchii    |
| 2015  | pas de course     | pas de course         | pas de course          |
| 2016  | Matteo Fabbro     | Lorenzo Fortunato     | Ettore Carlini (ca)    |
| 2017  | Enrico Baglioni   | Francesco Della Lunga | Luca Russo             |
| 2018  | Mattia Petrucci   | Nicolò Pencedano      | Alessio Acco           |